# Садху Сундар Сингх
Садху Сундар Сінгх ( Пенджабі : ਸਾਧੂ ਸੁੰਦਰ ਸਿੰਘ ( Гурмухі ); سادھو سندر سنگھ ( Шахмухі ) ; народився 3 вересня 1889 року) — індійський християнський місіонер. Вважається, що він загинув у передгір'ї Гімалаїв у 1929 році. 

## Біографія

### Ранні роки
Сундар Сінгх народився в сім'ї сикхів  в селі Рампур (поблизу Дорахи) району Лудхіана (штат Пенджаб) на півночі Індії . Мати Сундар Сінгха брала його, щоб посадити біля ніг садху, аскета, який жив у джунглях за кілька миль від них, а також відправляла його до християнської школи Юїнга, Лудхіана, для опанування англійської мови.. Коли йому було чотирнадцять мати померла. В гніві він почав спалювати біблію сторінку за сторінкою на очах у його друзів. 

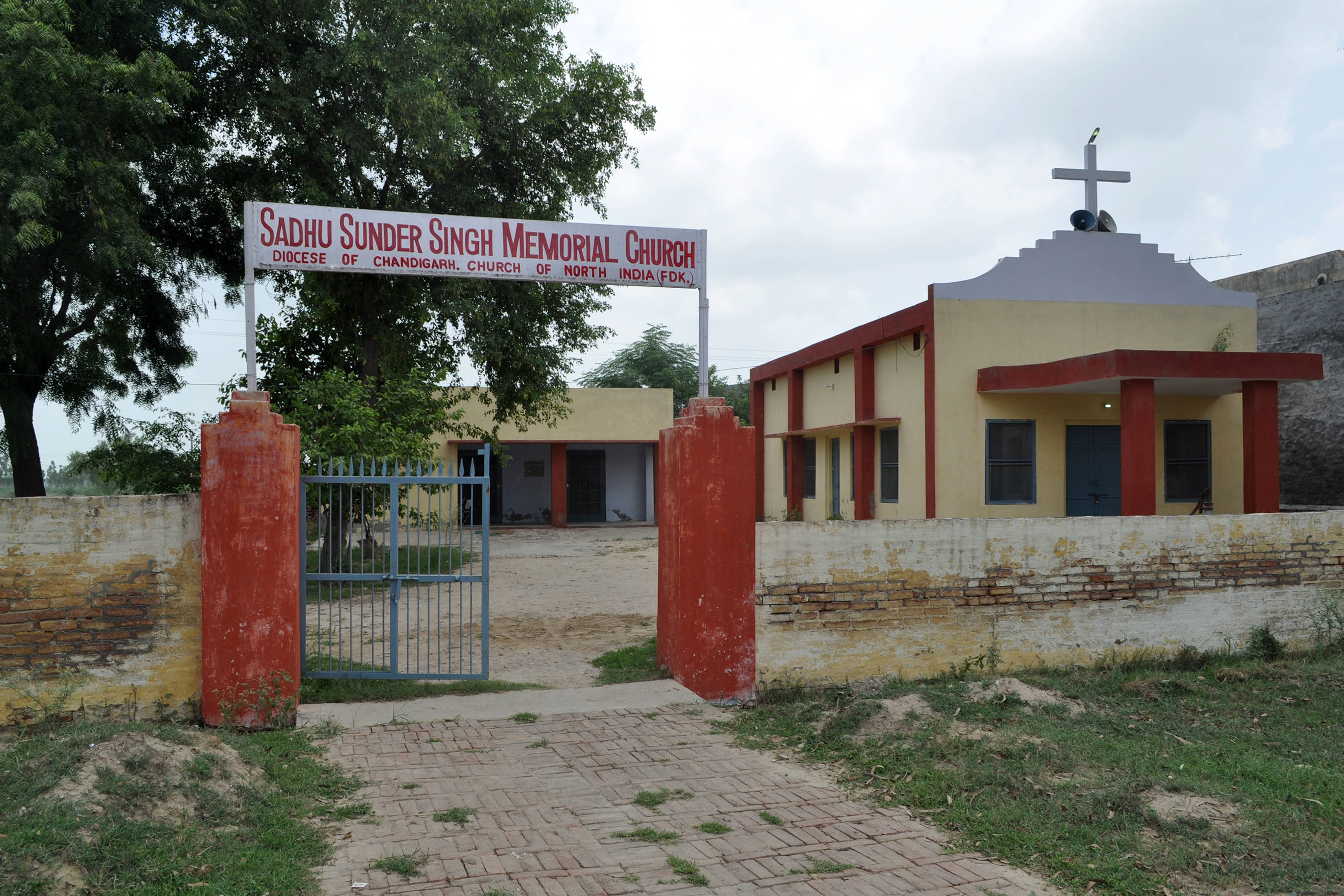
Меморіальна церква Садху Сундар Сінгха в Фаридкоті, штат Пенджаб

Церква Садху Сундар Сінгха, Рупнагар, Пенджаб

### Навернення до християнства
Сундар відчув, що його релігійні пошуки, запитання та відповіді християнських священиків залишають його без остаточного сенсу. Врешті він вирішив вбити себе, кинувшись на залізничну колію. Майбутній проповідник попросив, щоб той, хто є «Істинним Богом», з’явився перед ним, інакше він уб’є себе; тієї самої ночі у нього було видіння в якому він побачив Ісуса. Після цього Сундар оголосив батькові Шер Сінг, що відтепер він стане християнським місіонером. Батькові не сподобалося ідея сина і він офіційно зрікся його, а його брат Радендер Сінгх навіть намагався отруїти його. В подальшому його  намагалися отруїти ще багато раз. Сусіди  кидали змій у його будинок, але його врятували від жорстокого поводження місцеві християни. 
На свій шістнадцятий день народження він привселюдно прийняв хрещення  у парафіяльній церкві в Сімлі  в передгір'ях Гімалаїв. До цього він перебував у Християнському будинку місіонерів у Сабату, поблизу Сімли,  допомагаючи там хворим на проказу. 

### Життя після навернення

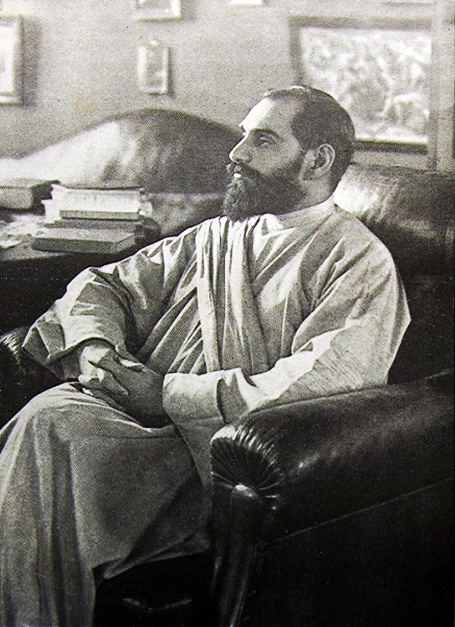
Садху Сундар Сінгх

У жовтні 1906 р. Він вирушив у свою подорож як християнський неофіт, одягнувшись в шафрановий тюрбан та шафрановий халат -  традиційна одежа індійського подвижника, присвяченого духовній практиці. Сінгх пропагував себе як християнський садху, оскільки він зрозумів, що ефективно проповідувати індійцям можна лише, індійським способом. 
«Я не гідний йти по слідам мого Господа, - сказав він, - але, як і Він, я не маю ні оселі, ні володінь. Як і Він, я буду належати дорозі, розділяючи страждання мого народу, харчуючись у тих, хто дасть мені притулок, і розповідаю всім людям про Божу любов».     
Після повернення в рідне село, де йому влаштували ночікувано теплий прийом, Сундар Сінгх відправився зі своєю місією на північ через Пенджаб, через Бенгальскі перевали в Кашмірі, а потім назад, через мусульманський Афганістан через розбійницький північно західний кордон до Белуджистану . Християнські громади півночі називали його "апостолом з кровоточивими ногами". Він зазнавав арешту і каменування за свої переконання, переживав  містичні зустрічі. 
У 1908 році він перетнув межу Тибету. Там його закидали камінням, коли він купався у холодній воді, оскільки вважалося, що «святі люди ніколи не миються». 
У 1908 році він поїхав до Бомбея, сподіваючись сісти на корабель, щоб відвідати Палестину, але йому було відмовлено, через що довелося повернутися на північ. 
Під час ведення своєї місіонерської діяльності він зрозумів, що західна цивілізація стала антитезою до оригінальних християнських цінностей. Він був розчарований матеріалізмом і колоніалізмом західного суспільства, тому намагався створити індійську ідентичність для індійської церкви. Він звинувачував індійських християн у тому, що вони приймають британські звичаї, літературу та вбрання, які не мають нічого спільного з християнством та Христом. 

### Християнська освіта
У грудні 1909 року Сінгх розпочав вивчення богослов'я в англіканському коледжі в Лахорі . За словами його біографів, він не мав тісних стосунків з однокурсниками, зустрічаючись з ними лише під час їжі та молитовних служб. Його не сприймали за те, що він був "інший". 
Незважаючи на те, що Сінгх був хрещеним англіканським священиком, він не знав церковної культури та конвенцій англіканства . Він не міг пристосуватися до повсякдення академічного життя. Багато чого в курсі коледжу здалося йому неважливим для Євангелії, яку Індії необхідно було почути. У липні 1910 року, після восьми місяців перебування в коледжі Сінгх пішов.   
Його біографи стверджували, що полишення навчання Сінгхом відбулося через умови, встановлені єпископом Лефроєм . Як англіканському священику, Сінгху було наказано припинити носити халат Садху, натомість надіти "респектабельну" європейську священницьку одежу, використовувати офіційне англіканське богослужіння, співати англійські гімни та не проповідувати за межами своєї парафії без дозволу. Як гарячий послідовник Христа, що був зацікавлений лише у поширенні свого послання, він відкинув змішання Ісуса Христа та британської культури. 

### Навертаючи інших
Історії з тих років його життя дивовижні, а іноді і просто неймовірні та сповнені чудес. Звичайно, багато хто наполягав на тому, що це радше містика ніж реальність.  
У 1912 року, Сундар оповідав, що знайшов у гірській печері трьохсотлітнього відлюдника - Махаріші Кайласа, з яким провів кілька тижнів у глибокому спілкуванні. 
За словами Сінгха, у містечку під назвою Расар його кинули в суху криницю, повну кісток і гнилої плоті, і залишили померти, але через три дні він був врятований. 
В той час на теренах Індії діяла таємна група місіонерів що, як стверджується, налічувала близько 24 000 членів.  Походження цього братства вважалося пов'язаним з одним із волхвів, що прийшли вклонитися новонародженому Христу, а потім доповнена з другого століття нашої ери учнями апостола Фоми, що проповідували в Індії. Європейске євангелістичне товариство про це нічого не чуло, поки Вільям Кері не розпочав свою місіонерську роботу в Серампор . Вищезгаданий Махаріші Кайласа мав екстатичні бачення щодо таємного цього товариства, яке він переказав Сундар Сінгху, і сам Сінгх розбудовував своє духовне життя навколо видінь. 
Чи здобув він багато учнів, продовжуючи свою діяльність в цих небезпечних тибетських походах, невідомо. Сінгх не зберігав письмових записів, і його не супроводжували інші християнські учні, які, можливо, були свідками подій, тому судити про ті події важко. 

### Подорожі за кордон
Не маючи ще і тридцяти років євангельська робота Сундар Сінгха сильно розширилася, його ім'я та зображення були відомі у всьому християнському світі. Він описав боротьбу з сатаною за збереження його смирення, але люди описували його як завжди людського, доступного і смиренного, з почуттям веселості та любові до природи. Цей образ з своїми ілюстраціями із звичайного життя справляв на його адресатів сильне враження. Багато людей говорили: "Він не тільки схожий на Ісуса, він говорить так, як Ісус, напевно, говорив". Про його розмови та його особисту промову повідомляли його звичні ранкові ранкові роздуми, особливо про Євангелії. У 1918 році він здійснив довгу подорож Південною Індією та Цейлоном, а наступного року його запросили до Бірми, Малайї, Китаю та Японії. 
Деякі історії з цих поїздок були такими ж дивними, як і його тибетські пригоди. Він заявляв, що має владу на владу над дикою природою. А також  стверджував, що навіть має владу над недугами та хворобою, хоча ніколи не дозволяв, щоб інформація про це була оприлюднена. 
Довгий час Сундар Сінгх хотів відвідати Британію, і ця можливість з'явилася, коли його батько Шер Сінгх, який на той момент теж був навернений у християнство, дав йому гроші на поїздку до Британії. Він двічі відвідував Захід, подорожуючи до Британії, США та Австралії в 1920 році,і та знову до Європи у 1922 році. Його вітали християни багатьох традицій, і його слова шукали серця людей, які не оговталися ще після Першої світової війни. Сінгх був вражений тим, як контрастував матеріалізм, порожнеча та нерелігійність, яку він знаходив всюди на заході, з усвідомленням Бога на теренах Азії. Знову повернувшись в Індію, він продовжив свою діяльність з проголошення Євангелія, хоча було видно, що він стає фізично слабшим. 

### Остання поїздка
У 1923 р. Сінгх здійснив останній з регулярних літніх візитів до Тибету і повернувся змученим. Його проповідницькі дні, мабуть, закінчились, і в наступні роки проведені в його власному будинку або на гостині в своїх друзів на пагорбах в околицях Сімла він проводив в роздумах, спілкуванні та письменницькій діяльності, щоб описати про ті події, які він пережив проповідуючи. 
У 1929 році, незважаючи на поради своїх друзів, Сінгх вирішив здійснити останню подорож до Тибету. В останнє його бачили 18 квітня 1929 року, коли він вирушав в дорогу. У квітні він дістався до Калки, невеликого містечка під Сімлою,  там його передчасно постаріла фігура у своєму жовтому халаті була помічена серед паломників, які починали свій власний похід до одного зі святих місць індуїзму за кілька миль звідти. Куди він пішов після цього, невідомо. Чи він помер від виснаження чи досяг гір, залишається загадкою. 
На початку 1940-х рр. Єпископ Августин Петерс, також навернений в християнство місіонер з Південної Індії, розшукав брата Сінгха Раджендера, привівши його до християнської віри він охрестив його в Пенджабі. Раджендер Сінгх згадував про багато відомих чудес, здійснених його братом, і людей, навернених до Христа за час його служіння. 
Багато хто вшановує Сінгха як, високу фігуру в наверненні народу Індії до християнства  .   

## Хронологія
- 1889 рік   - Народився в Рампурі Катаанія, Лудхіана, Пенджаб
- 1903 рік   - Навернення
- 1904 рік   - Виганяйте з дому
- 1905 рік   - Хрещений у Сімлі; починає життя як садху
- 1907 рік   - Працює в лікарні прокази в Сабату
- 1908 рік   - Перший візит до Тибету
- 1909 рік   - Вступає до богословського коледжу Лахор, щоб пройти підготовку для міністерства
- 1911 рік   - Відмовляється від своєї ліцензії анліканського проповідника; повертається до життя садху
- 1912 рік   - Подорожі по півночі Індії та буддиських штатах Гімалаїв
- 1918 - 1922 роки   - Подорожі по всьому світу
- 1923 рік   - повернувся з Тибету
- 1925 по 1927 рік   - Тихо проводить час займаючись письменницькою діяльністю
- 1927 рік   - Відправляється в Тибет, але повертається через хворобу
- 1929 рік   - остання спроба дістатися до Тибету
- 1972 рік   - Сформована євангелічна асоціація Садху Сундар Сінгха

## Твори Сундар Сінгха
Сундар Сінгх написав вісім книг між 1922 і 1929 роками. Його рукописи були написані на урду, а згодом перекладені англійською та іншими мовами. 
- Біля ніг майстра (Лондон: Флемінг Х. Ревелл, 1922). Електронні версії: Google Книги та CCEL .
- З і без Христа (Лондон: Cassell; New York: Harper & Brothers, 1929). Archive.org
- Справжнє життя (опубліковано посмертно; Madras: CLS, 1965).
- Справжня перлина (опублікована посмертно; Madras: CLS, 1966).
- Реальність та релігія: медитації про Бога, людину та природу (Лондон: Макміллан, 1924). Книги Google
- Пошуки реальності: думки про індуїзм, буддизм, мухаммеданізм та християнство (Лондон: Макміллан, 1925). Книги Google
- Медитації про різні аспекти духовного життя (Лондон: Макміллан, 1926). Archive.org
- Бачення духовного світу (Лондон: Макміллан, 1926). Archive.org

Ряд його творів були складені та відредаговані іншими авторами: 
- Хрест - це небо: життя і писання Садху Сундар Сінгха за редакцією А. Дж. Аппасамі (Лондон: Lutterworth Press, 1956). - Збірка коротких статей Сундар Сінгха.
- Життя в достатку, під редакцією А.Ф.Тяґараджу (Madras: CLS, 1980). - Це колекція стенограм його проповідей, проповідуваних у Швейцарії в березні 1922 року, як записано Елісом Гудвіном.
- Християнський свідок Садху Сундар Сінгх: Збірник його творів за редакцією Т. Даянандана Френсіса (Мадрас, Індія: Християнське літературне товариство, 1989).